# Fastos
Na Roma Antiga, fastos (em latim: fasti) eram listas cronológicas em forma de calendário ou outros registros ou planos diacrônicos de eventos religiosos oficiais. Depois do declínio do Império Romano, a palavra fastos continuou a ser utilizada para registros similares na Europa cristã e, a partir dali, por todo o Ocidente.
Os negócios públicos, incluindo os negócios oficiais do estado romano, tinham que ser realizados em dias fastos (em latim: dies fasti; lit. "dias permitidos") e os fastos passaram a ser os registros destes negócios. Além deste sentido mais amplo da palavra, havia ainda os fastos que registravam tipos específicos de eventos, como os fastos triunfais (fasti triumphales), listas de triunfos celebrados pelos generais romanos. As divisões temporais utilizadas eram todas baseadas no calendário romano.
Os registros anuais dos fastos estimularam os historiadores a escreverem em ordem cronológica, dando origem aos "annales" ("anais"), que, por sua vez, influenciaram o desenvolvimento da historiografia romana. Os Fastos do poeta augustano Ovídio são um poema elegíaco sobre a religião romana e seus costumes estruturado pela sequência dos feriados romanos de janeiro a junho.

## Etimologia
Fasti é o plural do adjetivo latino fastus, amplamente utilizado como substantivo. A palavra deriva do termo fas, que significa "aquilo que é permitido", ou seja, "o que é legítimo aos olhos dos deuses". Assim, dias fastos (fasti dies) eram aqueles em que os negócios podiam ser realizados sem incorrer em falta de fé; a eles se opunham os dias nefastos (dies nefasti), nos quais as assembleias e as cortes não podiam se reunir. A palavra fastos passou depois a denotar as próprias listas organizadas de forma cronológica para acompanhar os dias fastos. Essa estrutura temporal era o que distinguia os fastos da regesta, lista simples de propriedades ou de ativos (como terras), ou de documentos, ou, ainda, de transações de transferência de propriedade.

## Calendários
Fastos Diurnos (Fasti Diurni), divididos em urbanos e rurais (urbani et rustici), eram uma espécie de anuário, com datas e instruções para cerimônias religiosas, dias das cortes, dias de mercados, divisões do mês e temas similares. Como a população romana, que precisava muito deste tipo de informação, era basicamente analfabeta, a informação era lido no fórum no começo de cada mês, um evento que, por isso, passou a ser chamado de calendae ("chamada"). As "calendaria" eram de responsabilidade exclusiva do Colégio de Pontífices, um colégio de magistrados sacerdotais.
Em 304 a.C., Cneu Flávio, um secretário pontificial, introduziu o costume de publicar no fórum tabelas gravadas em pedra, tipicamente nas quatro faces de um monumento retangular, com as informações necessárias e breves referências a eventos importantes como vitórias, triunfos e prodígios. Esta lista é a origem do calendarium escrito, o calendário romano, no qual os dias estão divididos em semanas de oito dias cada e indicadas pelas letras de A até H. Cada dia está marcado também por uma letra que revela seu status:
- "F" para um fasto, os "dias permitidos" para negócios;
- "N" para um nefasto, os "dias proibidos" para negócios;
- "C" para um comicial, um dia no qual os romanos podiam realizar suas assembleias (dies comitalis);
- "NP" para uma féria, um termo de significado incerto, mas que marca os feriados públicos[a];
- "FP", para um fastus priore, um dia no qual era possível realizar os negócios apenas antes do meio-dia;
- "QRCF", um dia no qual era possível para o rex (provavelmente o sacerdote conhecido como rei das coisas sagradas) chamar uma assembleia.[4] Possivelmente derivado de quando rex comitiavit fas;[5]
- "EN", para os dias em que eram nefastos apenas de manhã, quando os sacrifícios estavam sendo preparados, e também à noite, quando os sacrifícios eram oferecidos, mas que eram fastos no período intermediário. Deriva de "endotercissus", uma forma arcaica de interciso (intercissus), "cortado ao meio").

Os camponeses que trabalhavam nas zonas rurais tinham menos festas, sacrifícios, cerimônias e feriados do que os cidadãos urbanos. Os calendários agrícolas (menologia rustica) continha pouco mais do que a cerimônia das calendas, nonas e idos, as feiras, os signos do zodíaco, o aumento e diminuição da duração dos dias, os deuses padroeiros de cada dia e umas poucas instruções sobre quais tarefas agrícolas devia ser realizada em cada mês.
Um considerável número de calendários já foi descoberto, mas nenhum parece ser mais antigo do que o tempo de Augusto (r. 27 a.C.–14 d.C.). O Calendário Prenestino, descoberto em 1770, organizado pelo famoso gramático Marco Vérrio Flaco, contém os meses de janeiro, março, abril e dezembro, além de uma parte de fevereiro. Os tabletes relatam os festivais e os triunfos de Augusto e Tibério (r. 14–37). Ainda existem dois calendários completos, uma lista oficial de Filócalo (354), e uma versão cristã de um calendário oficial feito por Polêmio Sílvio (448).

## Crônicas romanas oficiais

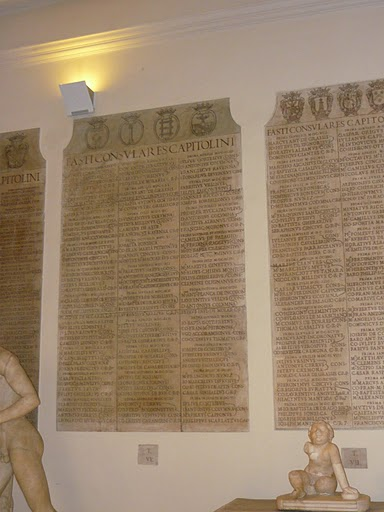
Fastos Capitolinos nos Museus Capitolinos

### Fastos magistrais
Os fastos magistrais (em latim: fasti magistrales), chamados também de "anais" (annales) ou "histórias" (historici), estavam relacionados com os diversos festivais, práticas religiosas, deuses e magistrados. Além disso, tratavam de assuntos relacionados aos imperadores, seus aniversários, cargos, dias consagrados a eles, com festas e cerimônias criadas para homenageá-los ou em sua memória. Eles passaram a ser denominados magni ("grande"), como forma de distingui-los do calendário comum (os fastos diurnos, fasti diurni em latim).

### Fastos consulares
Os fastos consulares (fasti consulares) eram as crônicas oficiais nas quais os anos eram marcados pelos seus respectivos cônsules e outros magistrados, geralmente com o principal evento de seus mandatos, mas nem sempre. Um exemplo famoso são os Fastos Capitolinos. Michelangelo, que projetou o complexo de três palácios no monte Capitolino, restaurou também seus tabletes, encontrados ali durante as escavações patrocinadas pelo cardeal Alessandro Farnese em 1545-6. Os palácios hoje servem a dupla função como museu (os Museus Capitolinos) e edifícios do Governo da Itália. Os Fastos Capitolinos estão na Sala della Lupa, juntamente com a famosa Lupa Capitolina. Mais fragmentos, descobertos durante o Renascimento, também foram colocados ali.

### Fastos triunfais
Os fastos triunfais (fasti triumphales) continham uma lista, em ordem cronológica, de pessoas que haviam conseguido realizar um triunfo, além do nome do povo conquistado e dos sacerdotes. Fragmentos de uma lista destas foram encontrados entre os fragmentos dos Fastos Capitolinos na década de 1550, foram também foram restaurados por Michelangelo e estão na mesma sala que eles. As atas triunfais (acta triumphorum) estão em quatro painéis, começando com Rômulo e terminando em 19 a.C.. A obra De fasti et triumphi Romanorum a Romulo usque ad Carolum V, do antiquário renascentista Onofrio Panvinio (1557), continuou a lista a partir daí e o último triunfo registrado por ele foi a Entrada Real do imperador romano-germânico Carlos V (r. 1519–1556) em Roma, em 15 de abril de 1536, um evento que ele descreveu como um triunfo romano "sobre os infieis" e que foi realizado durante a marcha de volta para casa do exército de Carlos depois de sua conquista de Túnis em 1535.

### Fastos sacerdotais
Os Anais Pontifícios (Annales Pontificum), conhecidos também como Anais Máximos (Annales Maximi) ou Anais dos Sacerdotes, eram anualmente exibidos em público num tablete branco e também em dias de observância específicos, mencionando os prodígios do período. Entre os demais fastos sacerdotais estão os fastos augurais (fasti augurales), dos áugures.